# Orbitador espacial

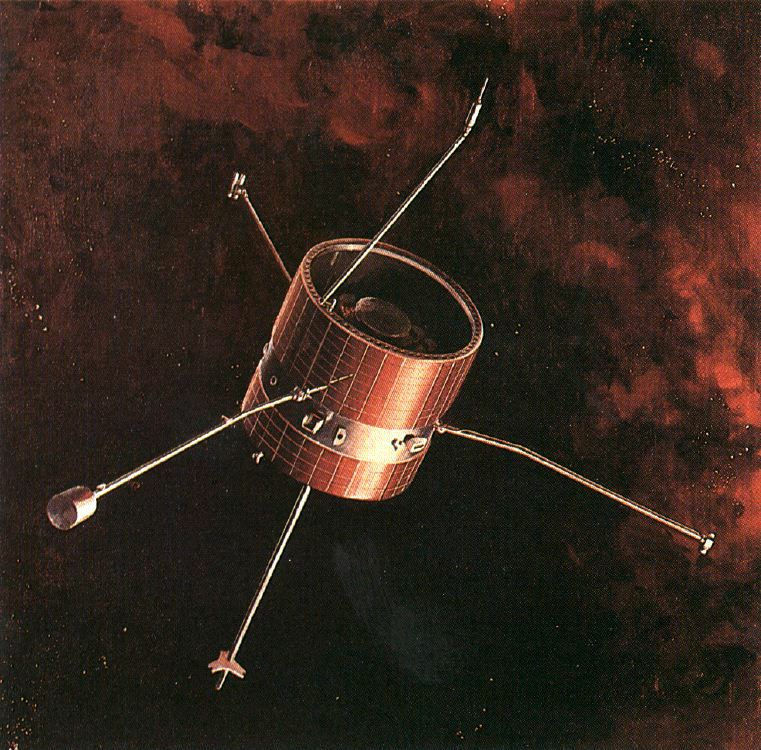
Pioneer 6 és conegut com el primer orbitador dedicat seguit per Pioneer 7, 8 i 9 al voltant del sol

En l'àrea de astronàutica, un orbitador (de l'anglès orbiter) o sonda orbital és una sonda espacial que orbita un planeta o un altre objecte astronòmic per al seu estudi. De manera diferent ho fa un mòdul de descens que també és una sonda espacial amb la capacitat d'aterrar sobre el cos celeste per a un estudi in situ, així com l'impactador que la seva funció és la de colpejar la seva superfície. Hi ha una quarta categoria de sondes espacials que simplement volen a través dels cossos celestes que estudien, acció denominada sobrevol. Comparteix funcions que un satèl·lit artificial però la seva naturalesa específica el classifiquen de manera separada.
L'orbitador té avantatges sobre un mòdul de descens. És molt més fàcil posar una nau espacial en òrbita que sobre la seva superfície: la massa necessària és diverses vegades més petita a causa de les operacions delicades i la seva complexitat per a un aterratge. En la fase actual de l'exploració espacial, les dades científiques disponibles sobre els planetes són reduïdes.
L'orbitador pot tenir instruments d'alt rendiment, com les càmeres, radars, espectròmetres, magnetòmetres... És capaç d'analitzar en pocs dies tota la superfície d'un planeta en obtenir una gran quantitat d'informació tant de la superfície, l'atmosfera (si n'hi ha) i el subsòl.

## Exemples

### Asteroides
- NEAR Shoemaker (va orbitar 433 Eros, eventualment va aterrar, però no estava dissenyat per fer-ho)
- Hayabusa (va estudiar 25143 Itokawa, tècnicament no és un orbitador, sinó que més aviat va seguir l'asteroide en la seva òrbita al voltant del sol)
- Dawn (va orbitar 4 Vesta, ara orbitant Ceres)

### Cometes
- Rosetta, estudi de 67P/Txuriúmov-Herassimenko

### Terra
- Orbitador del transbordador espacial[1]
- Transbordador espacial Buran
- Soiuz
- IXV
- Shenzhou
- LandSat

### Júpiter
- Galileo
- Juno

### Mart
- Mariner 9
- Mars 2
- Mars 3
- Mars 5
- Viking 1
- Viking 2
- Phobos 2
- Mars Global Surveyor
- 2001 Mars Odyssey
- Mars Express
- Mars Reconnaissance Orbiter
- Mangalyaan

### Mercuri
- MESSENGER

### Lluna
- Sondes Grail (Ebb&Flow)
- Luna 10 - primer satèl·lit artificial de la Lluna
- Explorer 33
- Lunar Orbiter 1
- Luna 11
- Luna 12
- Lunar Orbiter 2
- Lunar Orbiter 3
- Lunar Orbiter 4
- Explorer 35
- Lunar Orbiter 5
- Luna 14
- Luna 19
- Explorer 49
- Luna 22
- Hiten
- Clementine
- Lunar Prospector
- Lunar Reconnaissance Orbiter
- SMART-1
- SELENE
- Chang'e 1
- Chang'e 2
- Chandrayaan I

### Saturn
- Missió Cassini-Huygens

### Sol
- Pioneer 5
- Pioneer 6
- Pioneer 7
- Pioneer 8
- Pioneer 9
- Sondes Helios
- ISEE-3
- Ulysses
- WIND
- SOHO
- ACE
- Genesis
- Sondes STEREO

### Venus
- Venera 9
- Venera 10
- Pioneer Venus Orbiter
- Venera 15
- Venera 16
- Magellan
- Venus Express